# Selenicereus hamatus
Selenicereus hamatus är en kaktusväxtart som först beskrevs av Michael Joseph François Scheidweiler, och fick sitt nu gällande namn av Nathaniel Lord Britton och Joseph Nelson Rose. Selenicereus hamatus ingår i släktet Selenicereus och familjen kaktusväxter. Inga underarter finns listade i Catalogue of Life.

## Bildgalleri

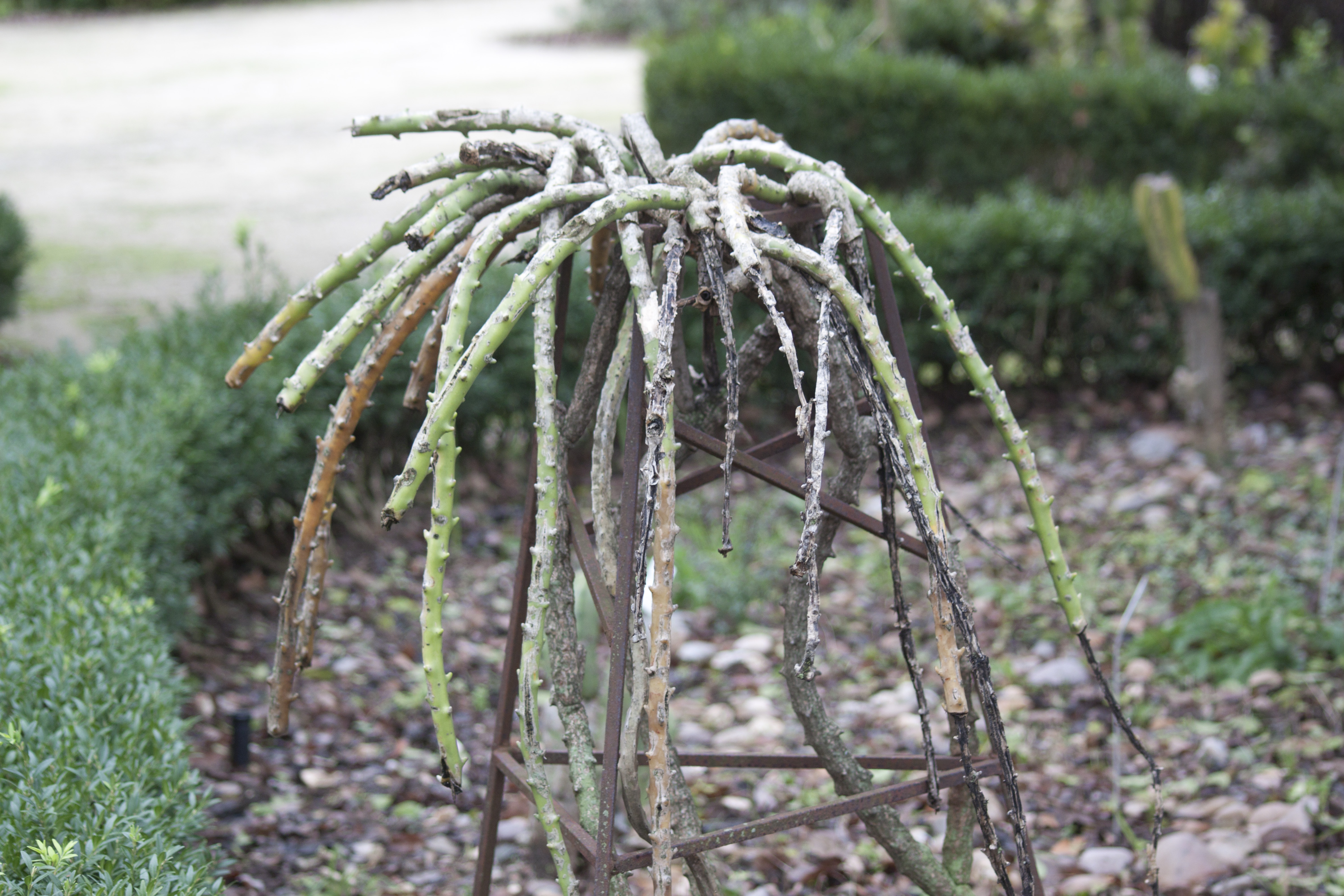
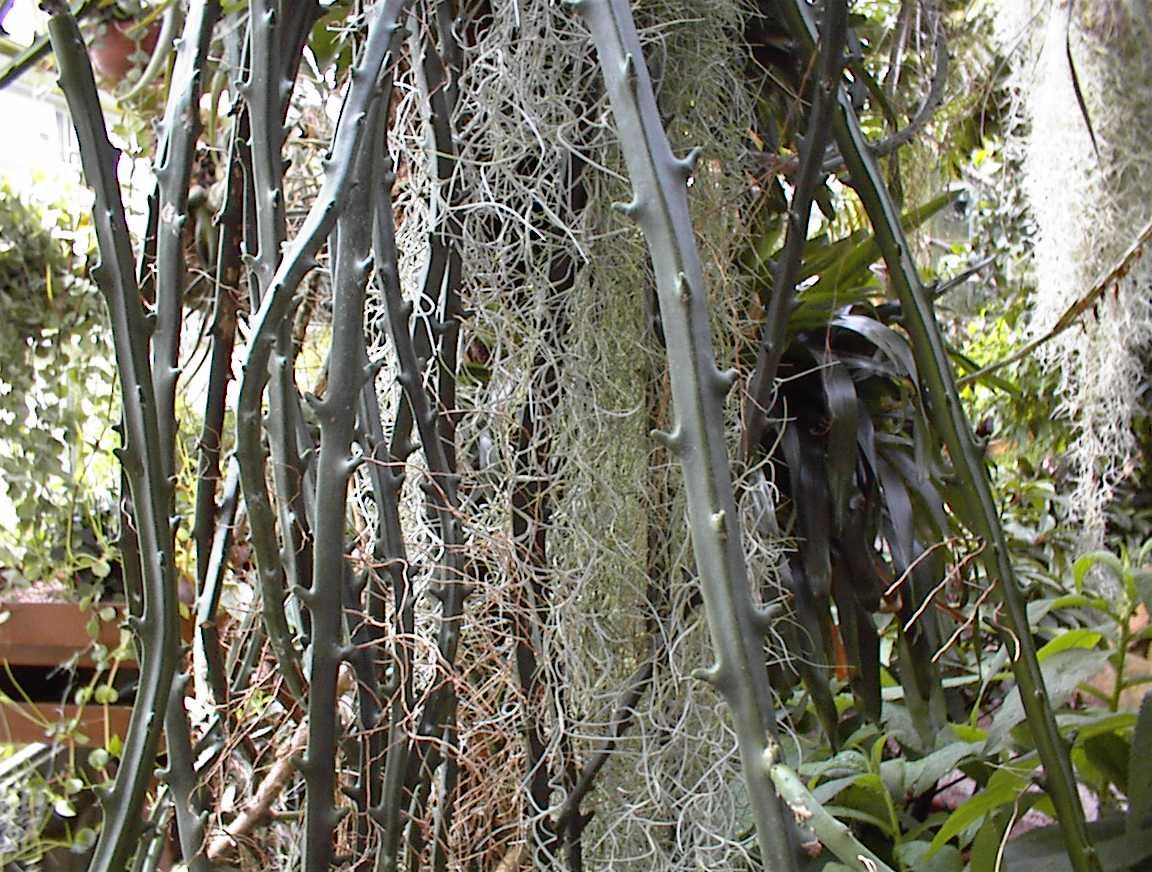
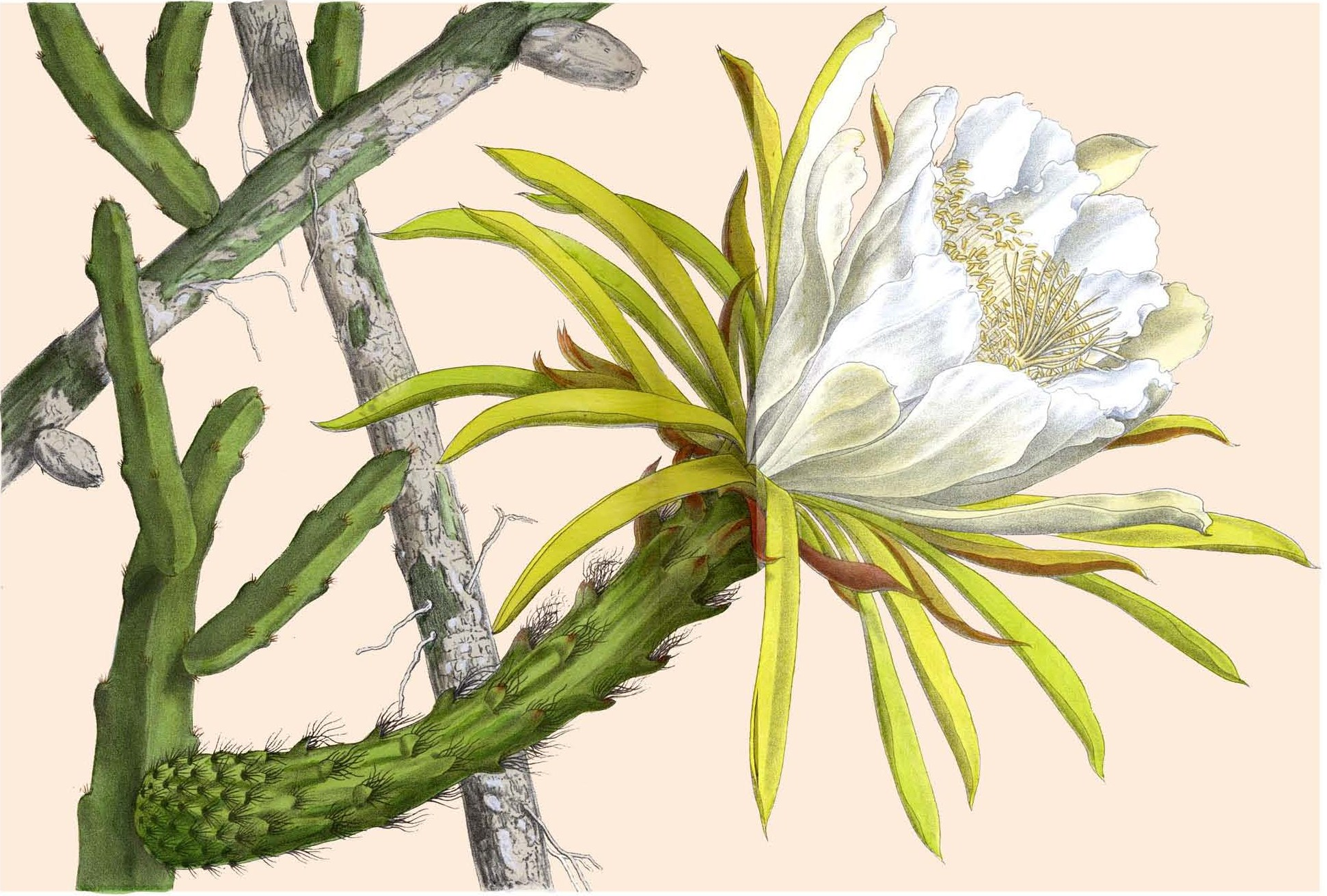